# صلاح المرغني
صلاح بشير المرغني سياسي ومحامي ليبي. تولى وزارة العدل.
تخرج من الجامعة الليبية (جامعة بنغازي حالياً) من كلية الحقوق عام 1972، وحصل على ماجستير قانون من بريطانيا عام 1979. عمل مستشاراً بوزارة العدل، كما مارس المحاماة، والعمل الأكاديمي.